# Darina Goldin
Darina Goldin (* 23. Januar 1984 in Leningrad) ist eine russisch-deutsche Kampfsportlerin im Kendō, Muay Thai, Brazilian Jiu-Jitsu und Grappling.

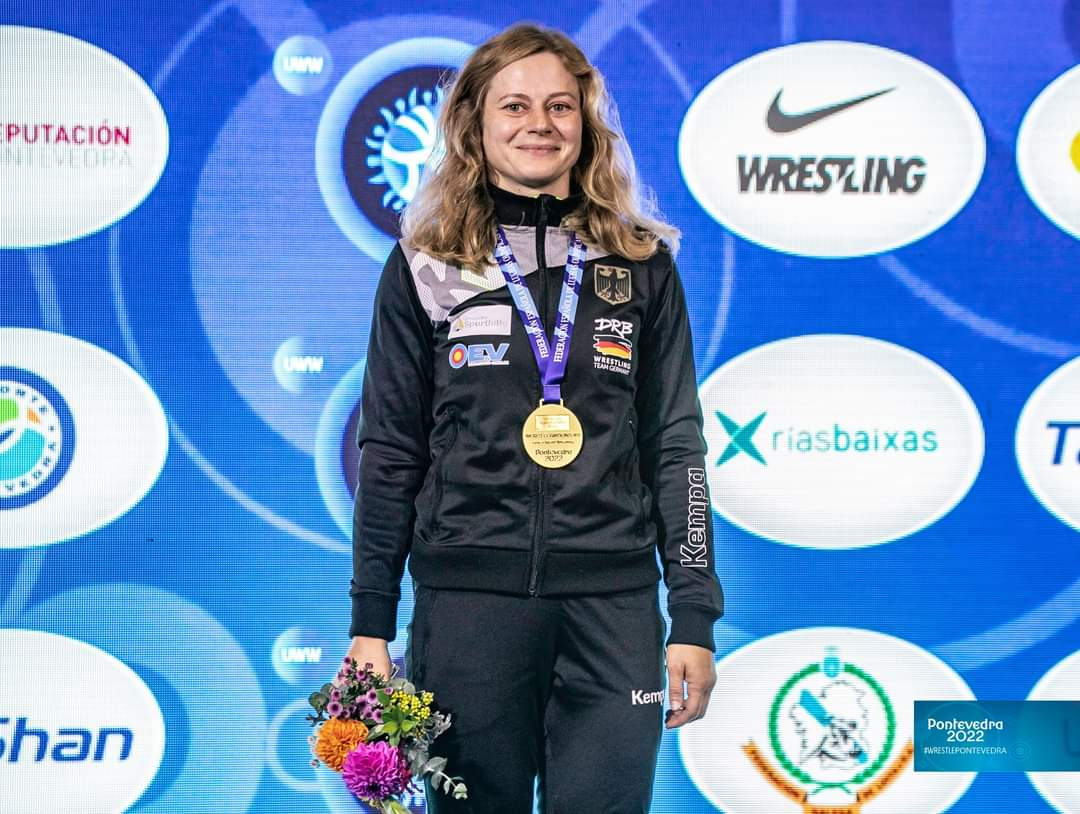
Goldin gewinnt Gold bei der UWW Grappling-Weltmeisterschaft 2022 in Pontevedra.

## Leben
Darina Goldin kam in der ehemaligen Sowjetunion zur Welt und immigrierte im Alter von 13 Jahren als Kontingentflüchtling mit ihrer Familie nach Deutschland. Sie besitzt sowohl die deutsche als auch die russische Staatsbürgerschaft. 
2013 promovierte sie zum Doktor der Ingenieurwissenschaften an der TU Berlin im Fachgebiet Regelungssysteme. Sie ist Data Science Director bei Bayes Esports.

## Kendo
Goldin hat den 2. Dan im Kendo, das sie im Alter von 17 Jahren begann. 2006 wurde sie ins deutsche Nationalteam berufen, wo sie bei der 21. Europameisterschaft der FIK 2007 in Lissabon im Teamwettkampf der Frauen Gold gewann.

## Muay Thai
Von 2008 bis 2015 war Darina Goldin im Muay Thai (Pro) und Kickboxing (Amateur) aktiv. Sie kämpfte unter anderem gegen die japanische Boxerin Emiko Raika, welcher sie unterlag.

## Brazilian Jiu-Jitsu
Goldin begann mit dem Brazilian Jiu-Jitsu Training im Alter von 33 Jahren. 
Bei der IBJJF Europameisterschaft 2019 in Lissabon gewann sie den 1. Platz in der Kategorie White Belt (Adult) in der Gewichtsklasse Medium-Heavy. Bei der IBJJF Europameisterschaft 2022 in Rom gewann sie den 1. Platz in den Kategorien Blue Belt (Master 1) in der Gewichtsklasse Medium-Heavy und Blue Belt Absolute (Master 1). Sie trägt seit 2022 den Rang Purple Belt. Im selben Jahr erkämpfte sie bei der IBJJF No-Gi Europameisterschaft in Rom in der Kategorie Purple Belt Medium-Heavy (Adult) den 3. Platz. 2023 bei der IBJJF Europameisterschaft in Paris gewann sie Bronze in der Kategorie Purple Belt (Master 1) in der Gewichtsklasse Medium-Heavy und Silber in der Open Class der Purple Belts (Master 1).
Bei den AJP World Masters Jiu-Jitsu Championships 2022 gewann sie Gold in der Gewichtsklasse bis 95 kg der Purple Belts.
Bei der IBJJF No-Gi Europameisterschaft 2023 in Rom gewann Goldin Gold in der Kategorie Purple Belt Heavy (Adult). Im selben Jahr gewann sie bei den IBJJF No-Gi Worlds in der Kategorie Purple Belt Heavy (Master 1) Bronze und in der Offenen Klasse Purple Belt (Master 1) Gold.

## Grappling
Darina Goldin ist Mitglied im Grappling-Nationalkader des Deutschen Ringer-Bunds.  Bei der United World Wrestling Grappling Weltmeisterschaft im Oktober 2022 in Pontevedra gewann Goldin Gold in der Kategorie Grappling und Bronze in der Kategorie Gi Grappling in der Gewichtsklasse -90 kg. Deutschland hat erstmals im Jahr 2021 eine Mannschaft zu dieser WM geschickt, jedoch ohne diese zu gewinnen. Goldin ist damit die erste deutsche Ü20 Grappling-Weltmeisterin der UWW.
Im September 2022 kämpfte Goldin als erste deutsche Frau bei Polaris Pro Grappling, wo sie der Engländerin Danielle Tighe unterlag.
Bei den World Combat Games 2023 in Riyadh gewann Goldin Bronze in Grappling in der Gewichtsklasse bis 90 kg.